# Charles Sample
Charles Sample (ur. 22 listopada 1862 w Castle Ward, zm. 2 czerwca 1938 w Corbridge) – angielski rugbysta, reprezentant kraju.
W latach 1884–1886 rozegrał trzy spotkania dla angielskiej reprezentacji w Home Nations Championship zdobywając jednego gola.